# Le Métier des armes (film, 1983)
Pour le film de 2001, voir Le Métier des armes (film, 2001).
Pour plus de détails, voir Fiche technique et Distribution.
Le Métier des armes (The Profession of Arms) est un film canadien réalisé par Michael Bryans et Tina Viljoen, sorti en 1983. Il s'agit du troisième épisode de la série documentaire War: A Commentary by Gwynne Dyer.

## Synopsis
Des soldats de six pays différents partagent leurs expériences.

## Fiche technique
- Titre : Le Métier des armes
- Titre original : The Profession of Arms
- Réalisation : Michael Bryans et Tina Viljoen
- Scénario : Gwynne Dyer
- Musique : Larry Crosley
- Photographie : Paul Cowan, Savas Kalogeras, Douglas Kiefer, Andrew Kitzanuk, Kent Nason et Susan Trow
- Montage : Tina Viljoen
- Production : Bill Brind, Michael Bryans, Barrie Howells, John Kramer et Tina Viljoen
- Société de production : Office national du film du Canada
- Pays :  Canada
- Genre : Documentaire
- Durée : 57 minutes
- Dates de sortie : 
  -  Canada : 1983

## Distinctions
Le film a été nommé à l'Oscar du meilleur film documentaire.